# Gnash (muzyk)
Gnash, właśc. Garrett Charles Nash (ur. 16 czerwca 1993 w Los Angeles) – amerykański piosenkarz, DJ i producent muzyczny.
Jako wykonawca muzyczny debiutował w marcu 2015, zamieszczając w SoundCloud EP u. Druga EP to opublikowana w Boże Narodzenie 2015 me.
Na opublikowanej w marcu 2016 EP us znalazł się zaśpiewany wspólnie z Olivią O'Brien utwór „i hate u, i love u”. Singiel z tą piosenką osiągnął 10 pozycję na liście Billboard Hot 100, a w Australii dotarł do pierwszego miejsca. W Polsce nagranie uzyskało certyfikat platynowej płyty.
Wszystkie 3 EP wydano w formacie digital download i zamieszczono w serwisie SoundCloud.